# Dom Studencki Hanka w Poznaniu
Dom Studencki Hanka – dom studencki należący do Uniwersytetu im. Adama Mickiewicza, mieszczący się w zabytkowym budynku przy Alei Niepodległości 26 w centrum Poznania na osiedlu samorządowym Stare Miasto. Obiekt charakteryzuje się klasycznymi formami architektonicznymi.

## Historia
W związku z utworzeniem w 1919 Uniwersytetu Poznańskiego zaszła konieczność budowy zaplecza socjalnego dla studentów i kadry naukowej uczelni. Jednym z przejawów tych inwestycji był akademik ze szpitalem uniwersyteckim, zbudowany w latach 1925-1929, według projektu Rogera Sławskiego i oddany do użytku początkowo jako hotel dla gości PeWuKi. Bezpośrednio po otwarciu miał kubaturę 31.150 m³. Inwestycja prowadzona była przez Komitet Wojewódzki dla Spraw Pomocy Polskiej Młodzieży Akademickiej. Wcześniej mieścił się w tym miejscu Fort Waldersee, a grunt okazał się na tyle podmokły, że konieczne było palowanie terenu.
W 2016 rozpoczął się generalny remont obiektu, który ma się zakończyć w 2017. Inwestycja obejmuje wszystkie kondygnacje oraz rozbudowę od strony wschodniej, w rejonie tzw. sali absydowej, dostosowanie do potrzeb osób niepełnosprawnych, jak również oddanie do użytku kawiarni i części rekreacyjno-sportowej. Docelowo będzie tu mogło zamieszkać 200 osób w 153 pokojach.

## Architektura
Obiekt o monumentalnej architekturze, robi wrażenie "oskrzydlania" widza. Epatuje wielkim portykiem z kolumnadą w centrum i nieco wysuniętymi skrzydłami bocznymi. Całość nakrywa czterospadowy dach. Za skrzydłem głównym znajduje się wewnętrzny dziedziniec. Wszystko to nasuwa skojarzenia z architekturą pałacową w jej najbardziej wybujałych formach. Według Szymona Piotra Kubiaka, gmach jest przykładową realizacją tzw. empiru polskiego, który był w Poznaniu traktowany, jako styl państwowy. Według Marcina Libickiego autor sięgnął do najlepszych polskich wzorów wieku XVIII i osiągnął efekt doskonały.

## Kultura
Wewnątrz gmachu znajdują się dwie sale widowiskowo-dydaktyczne i 300 pokoi. Jest tu także siedziba Ośrodka Teatralnego Maski. W okresie PRL obiekt nosił imię lewicowej działaczki Hanki Sawickiej, organizatorki ZWM. Po 1989 nazwę, zakodowaną w kulturze miejskiej Poznania, skrócono do samodzielnego Hanka. Przed II wojną światową działał tu klub satyryczny Stratosfera, kierowany przez Tadeusza Hermesa.

## Galeria

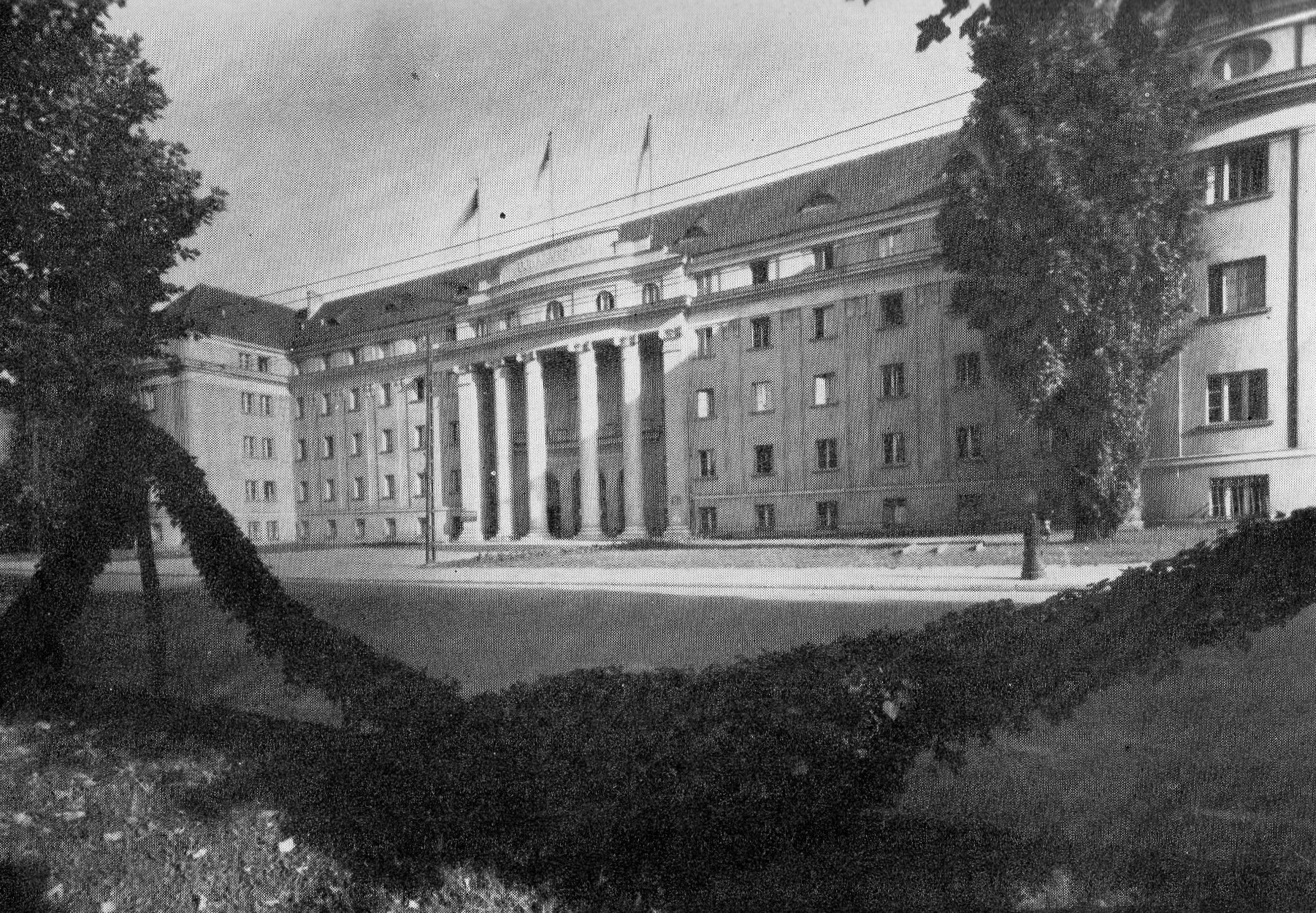
Lata 50. XX w.
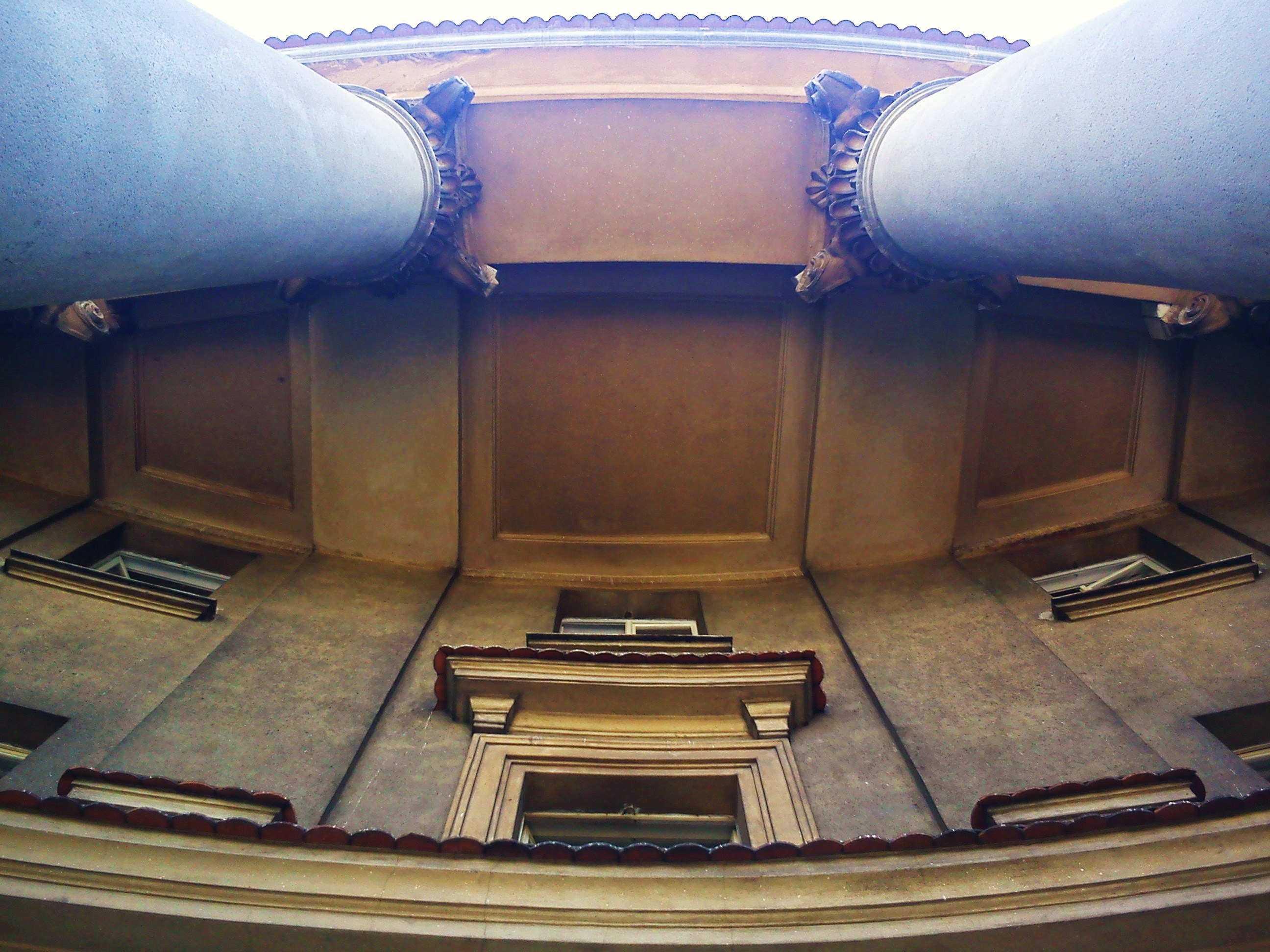
Detal portalu
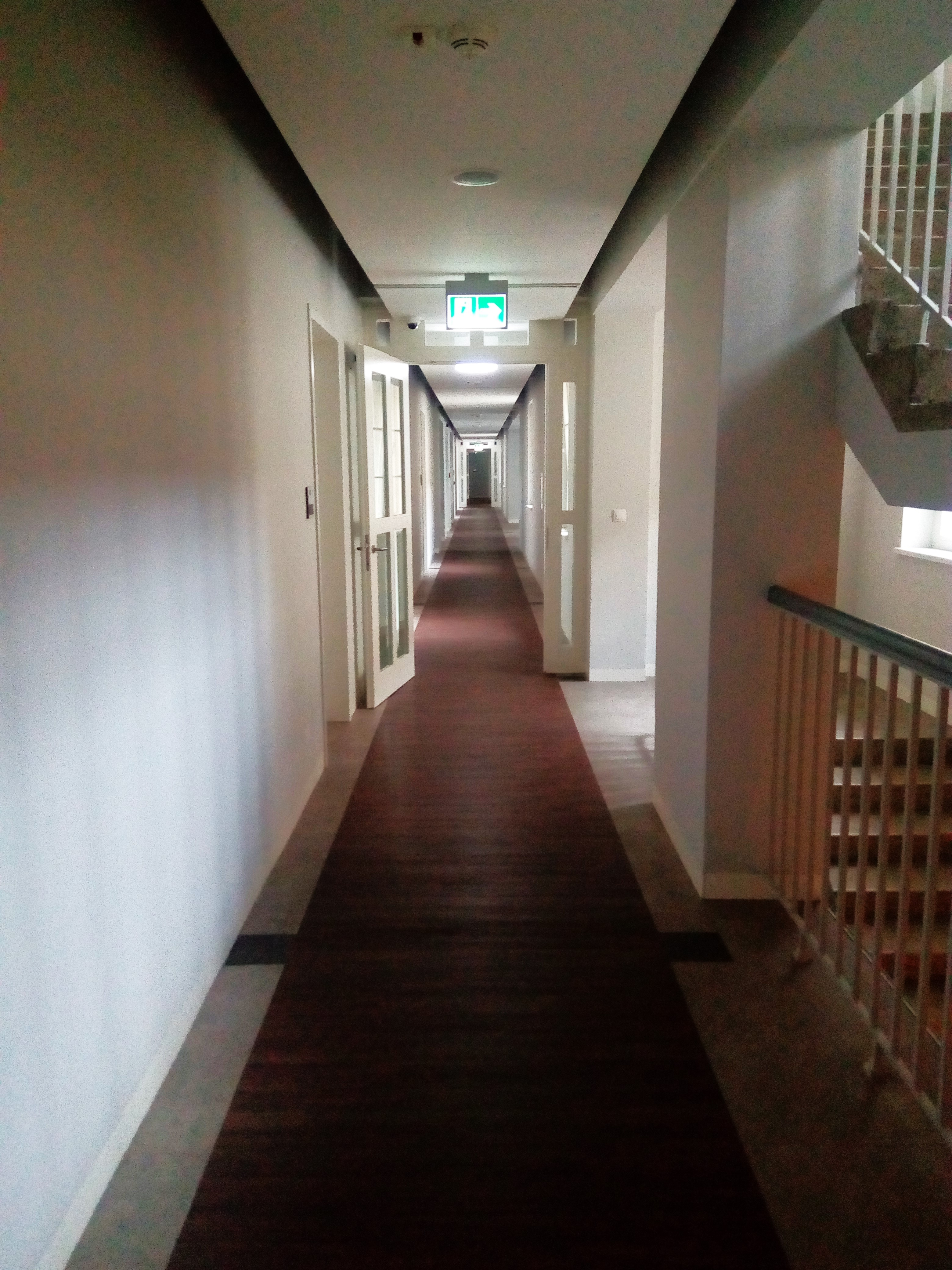
Korytarz we wnętrzu
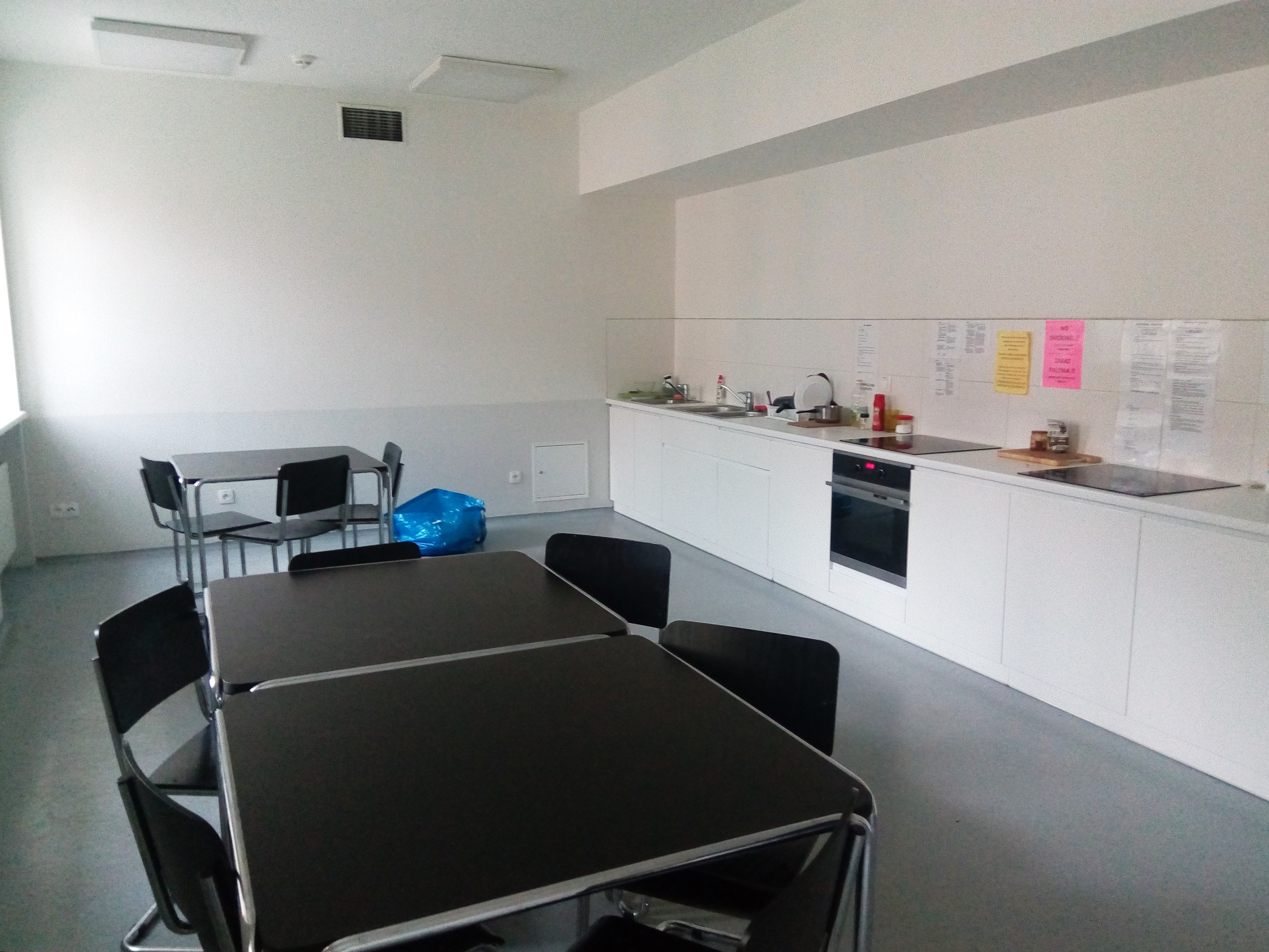
Jedna z akademikowych kuchni